# خصال الفطرة
خصال الفطرة هي: السنن أو سنن الأنبياء. وهي: من خصال النظافة في الإسلام.

## خصال الفطرة
خصال الفطرة هي: الأمور المشروعة، أو السنن، أو سنن الأنبياء  والفطرة الأمور التي ارتبطت بالإنسان، في خلقته التي خلقه الله عليها، وهي الأشياء المتعلقة بالإنسان عموما، حيث خلقه الله تعالى على صفات تمكنه من القيام بأشياء. وهذه الخصال لم تقتصر على الأمة المحمدية، بل كانت هي أو معظمها ضمن الشرائع السابقة. فالإنسان مثلا: يقطع له الحبل السري بعد الولادة. إلا أن المقصود هو: «الخصال المشروعة». وتدخل أحكامها في قسم الطهارة ضمن فقه العبادات

### ماهي خصال الفطرة
خصال الفطرة هي: مجموعة من السنن التي ورد ذكرها في كتب الحديث. فقد جاء في صحيح مسلم حديث
عن أبي هريرة عن النبي صلى الله عليه وسلم قال الفطرة خمس أو خمس من الفطرة الختان والإستحداد وتقليم الأظفار ونتف الإبط وقص الشارب.

## الحديث
《عشر من الفطرة: قص الشارب وإعفاء اللحية والسواك واستنشاق الماء وقص الأظفار وغسل البراجم ونتف الإبط وحلق العانة وانتقاص الماء قال مصعب: ونسيت العاشرة إلا أن تكون المضمضة》.

## توضيح الحديث
الفطرة خمس، أو خمس من الفطرة.لا تنحصر في الخمس، بل هي بعض من خصال الفطرة، ويدل عليه حديث «عشر من الفطرة...» والفطرة بمعنى: السنة أو سنن الأنبياء صلوات الله وسلامه عليهم.
1. الختان؛ وهو واجب عند الشافعي وكثير من العلماء، وسنة عند مالك وأكثر العلماء. قال النووي في

شرح مسلم: 
| خصال الفطرة | 《والصحيح من مذهبنا الذي عليه جمهور أصحابنا أن الختان جائز في حال الصغر ليس بواجب ، ولنا وجه أنه يجب على الولي أن يختن الصغير قبل بلوغه ، ووجه أنه يحرم ختانه قبل عشر سنين، وإذا قلنا بالصحيح استحب أن يختن في اليوم السابع من ولادته. 》 | خصال الفطرة |

2- الإستحداد؛ هو: حلق العانة  وسمي استحدادا لأن المطلوب وهو إزالة الشعر؛ يستعمل الحديد أي: آلة الحلاقة. هو مسنون المقصود هو: نظافة ذلك الموضع  والأفضل فيه الحلق.
3- تقليم الأظفار؛ سنة ليس بواجب، وهو تفعيل من القلم وهو القطع. ويستحب أن يبدأ باليدين قبل الرجلين فيبدأ بمسبحة يده اليمنى، ثم الوسطى ثم البنصر ثم الخنصر ثم الإبهام ثم يعود إلى اليسرى فيبدأ بخنصرها ثم ببنصرها إلى آخرها ثم يعود إلى الرجلين اليمنى فيبدأ بخنصرها ويختم بخنصر اليسرى.
4- نتف الإبط؛ وهوسنة بالاتفاق، والأفضل فيه النتف لمن قوي عليه، ويحصل أيضا بالحلق. ويستحب أن يبدأ بالإبط الأيمن. 
5- قص الشارب؛

## حديث (عشر من الفطرة)
«عن عائشة قالت قال رسول الله صلى الله عليه وسلم» عشر من الفطرة 
1. قص الشارب
2. وإعفاء اللحية
3. والسواك
4. والاستنشاق بالماء
5. وقص الأظفار
6. وغسل البراجم
7. ونتف الإبط
8. وحلق العانة
9. وانتقاص الماء يعني الاستنجاءقال مصعب ونسيت العاشرة إلا أن تكون المضمضة"

- عشرة من الفطرة؛

1. قص الشارب؛ بمعنى: قطعه والشارب الشعر النابت على الشفة والقص هو الأكثر
2. إعفاء اللحية؛ تركها وأن لا تقص كالشارب قيل والمنهي قصها كصنيع الأعاجم وشعار كثير من الكفرة فلا ينافيه ما جاء من أخذها طولا وعرضا للإصلاح.[4]
3. السواك؛
4. الإستنشاق بالماء؛
5. قص الأظافر؛
6. وغسل البراجم؛ قال الخطابي بمعنى: تنظيف المواضع التي يجتمع فيها الوسخ وأصل البراجم العقد التي تكون على ظهور الأصابع
7. نتف الإبط؛ بمعنى: إزالة الشعر النابت في الإبط، وأخذ شعره بالأصابع لا بالحلق. والنتف أفضل من الحلق، لأنه يضعفأصول الشعر، ويقلل من الرائحة الكريهة المنبعثة من جوف الشخص، باحتباس الأبخرة عند المسام. بينما الحلق يقوي الشعر فيزيد من انبعاث الرائحة.
8. حلق العانة؛
9. انتقاص الماء؛ [5] الإستنجاء.
10. المضمضة؛

## وقت الإستحباب
تشرع هذه الخصال في الأوقات التي تلائم هذه السنن. لأن منها ما
يتكرر، ومنها ما لا يتكرر، ومنها ما يختلف زمن تكرره. وتجري في ذلك عموما: قاعدة فقهية مفادها: أن النظافة في الإسلام أمر مطلوب عند الحاجة، أو بين الحين والآخر. ويمكن توضيح ذلك فيما يلي.
- ما يشرع مرة واحدة كالختان؛ والأفضل أن يكون للمولود في يوم سابع ولادته.
- ما يشرع من أجل العبادة؛ مثل: المضمضة والإستنشاق ضمن أفعال الوضوء أو مثل: السواك من أجل الصلاة أو قرآة القرآن.
- ما يشرع للنظافة لحضور صلاة الجمعة، أو الجماعة، أو صلاة العيدين، وغيرها.
- ما يشرع من أجل الذين يلتقي بهم الشخص؛ مثل: إزالة الروائح الكريهة لئلا يتأذى الآخرون. سواء مع الزملاء، أو في العمل، أو في المجالس، أو مع الأهل. فقد نهى رسول الله صلى الله عليه وسلم

عن أن يأتي الرجل المسافر أهله فجأة من غير أن يعلمهم بوقت وصوله، وعلل لذلك بقوله في الحديث: 《 حتى تمتشط الشعثة، وتستحد المغيبة 》.
- ما يشرع بحسب الحاجة؛ مثل: قص الشارب، وتقليم الأظافر.

قال النووي في وقت حلق العانة: فالمختار أنه يضبط بالحاجة وطوله فإذا طال حلق، وكذلك الضبط في قص الشارب ونتف الإبط وتقليم الأظفار . وأما حديث أنس المذكور في الكتاب «وقت لنا في قص الشارب وتقليم الأظفار ونتف الإبط وحلق العانة لا يترك أكثر من أربعين ليلة»؛ فمعناه لا يترك تركا يتجاوز به أربعين لا أنهم وقت لهم الترك أربعين.

## تقليم الأظافر
تقليم الأظفار؛ هو سنة وليس بواجب. وهو تفعيل من القلم وهو القطع. ويستحب أن يبدأ باليدين قبل الرجلين فيبدأ بمسبحة يده اليمنى، ثم الوسطى ثم البنصر ثم الخنصر ثم الإبهام ثم يعود إلى اليسرى فيبدأ بخنصرها ثم ببنصرها إلى آخرها ثم يعود إلى الرجلين اليمنى فيبدأ بخنصرها ويختم بخنصر اليسرى.

## غسل البراجم وما في حكمها
غسل البراجم؛  وهي: عقد الأصابع ومفاصلها كلها. والبراجم في معجم المعاني: مفاصل الأصابع .
وهي: المشنجات في مفاصل الأصابع. أو في ظهور الأصابع.
ولكل أصبع ثلاث براجم، ما عدا الإبهام فله اثنتان. والمقصود: 
العقد التي تكون في ظهور الأصابع تجتمع فيها الأوساخ.
تظهر عند قبض اليد.
وغسل «البراجم» سنة مستقلة عن الوضوء. بمعنى: تنظيف المواضع التي يجتمع فيها الوسخ وأصل البراجم العقد التي تكون على ظهور الأصابع.

### مواضع أخرى
- ما بين الأصابع.
- تنظيف الأنف.
- ما يجتمع من الوسخ في معاطف الجسد
- * معاطف الأذن وهو: الصماخ فيزيله بالمسح لأنه ربما أضرت كثرته بالسمع.
  - جميع الوسخ المجتمع على أي موضع كان من البدن بالعرق والغبار ونحوهما.

## قص الشارب
قص الشارب؛ وهو: الشعر النابت فوق الشفة. وحكمه: سنة. ويستحب أن يبدأ بالجانب الأيمن. وأما حد ما يقصه فالمختار أنه يقص حتى يبدو طرف الشفة ولا يحفه من أصله، وأما روايات «أحفوا الشوارب»؛ فمعناها: أحفوا ما طال على الشفتين.

## هوامش
1. ↑  شرح النووي على صحيح مسلم - كتاب الطهارة - "باب خصال الفطرة .
2. ↑  أحد رواة هذا الحديث
3. ↑  العانة هي: موضع ينبت فيه
الشعر أسفل البطن، فوق موضع مخرج البول .
4. ↑  حاشية السندي على سنن ابن ماجه
5. ↑  بالقاف والصاد المهملة على المشهور
6. 1 2  شرح النووي على صحيح مسلم.
7. ↑  البراجم: بفتح الباء وبالجيم جمع برجمة بضم الباء والجيم